# کاردماهی شنی برزیل
کاردماهی شنی برزیل (نام علمی: Iracema caiana) نام یک گونه از تیره کاردماهیان شنی است.